# Annisteen Allen
Annisteen Allen (* 11. November 1920 in Champaign, Illinois als Ernestine Letitia Allen; † 10. August 1992 in Harlem, New York City) war eine US-amerikanische Blues- und Rhythm-and-Blues-Sängerin. Als Solistin nahm sie für King (von 1951 bis 1953), Capitol (1954/55) und Decca (1956/57) auf.

## Leben
Allen wuchs in Toledo (Ohio) auf und nahm 1945 erste Songs auf, deren Interpretation unter dem Einfluss von Ella Fitzgerald war, „Miss Annie's Blues“ und den Standard „Love for Sale“. Sie sang dann Ende der 1940er Jahre bei Big John Greer, Wynonie Harris und Lucky Millinder, mit denen sie auf Tourneen ging; 1945/46 veröffentlichte für Syd Nathans Label Queen Records unter dem Titel Annisteen Allen & Her Home Town Boys mit Mitgliedern der Millinder Band; es folgten Einspielungen von Songs wie „More, More, More“, „Let It Roll“, „Moanin' The Blues“ und „I'll Never Be Free“ für Decca Records und RCA Victor. 1953 erschien beim King-Label „Baby I'm Doin It“, ein ironischer Antwortsong auf den Hit „Baby Don't Do It“ von den 5 Royales. Obwohl diese Single bis auf Platz 8 in den R&B-Verkaufs-Charts kam, setzte das King-Label 1954 den Vertrag nicht fort, weil es wegen Urheberrechts-Verletzung bei „Baby, I'm Doin It“ verklagt wurde. Allen wechselte zu Capitol und ging mit Joe Morris and His Blues Cavalcade und The Orioles auf Tour. 1955 brachte sie den Erfolgstitel „Fujiyama Mama“ heraus, der schon bald von Eileen Barton und 1957 auch von Wanda Jackson gecovert wurde. Am Ende der Dekade entstanden einige Single-Veröffentlichungen für kleinere Label wie Todd, Warwick und Wig Records, bevor sie sich aus dem Musikgeschäft zurückzog und eine Anstellung in der Verwaltung eines Krankenhauses annahm. An freien Wochenenden nahm sie 1961 ein Album mit King Curtis und seiner Band für das Label Tru-Sound auf, das unter dem Titel „Let It Roll“ unter ihrem Geburtsnamen Ernestine Allen erschien.

## Diskografische Hinweise
Studioalben:
- "Let It Roll" (1961)

Kompilationen:
- Annisteen Allen 1945-1953 (Classics)
- Fuyijama Mama (CAPITOL/PATHE MARCONI, 1986)
- Fuyijama Mama - About to Blow My Top (Rev-Ola CRBAND 8, ed. 2006)

## Lexigrafischer Eintrag
- Komara, Edward (ed.) (2006), Encyclopedia of the Blues, Routledge